# هيروكي ناكازاوا
هيروكي ناكازاوا (باليابانية: 仲澤広基؛ بالكانا: なかざわ ひろき) هو لاعب كرة قاعدة ياباني، ولد في 22 يناير 1987 في ناروتو في اليابان.

## وصلات خارجية
- هيروكي ناكازاوا على موقع الدوري الياباني لكرة القاعدة (الإنجليزية)
- هيروكي ناكازاوا على موقعبيزبول رفرنس.كوم (الدوري الثانوي) (الإنجليزية)